# Sharon Lewin
Sharon Ruth Lewin (Melbourne, circa 1962) es una médica y profesora australiana especializada en infectología. Fue la  presidenta de  la Sociedad Internacional de SIDA de 2022 a  2024, por lo que fue la líder en la lucha contra el VIH/sida en el mundo.

## Biografía
Se graduó de la Universidad de Monash con altos honores en 1986. Al día de hoy es autora de más de 360 publicaciones científicas revisadas por pares.
Comenzó su carrera investigadora justo cuando el tratamiento antirretroviral altamente activo emergió como una influencia transformadora en la vida de las personas que viven con el VIH. Atraída a estudiar el VIH debido a su enorme desafío global, junto con los complejos problemas sociales, la medicina compleja y la ciencia potencialmente transformadora, los intereses de su investigación se han desarrollado a partir de preguntas que surgen durante la atención clínica de las personas seropositivas.
Detectar, cuantificar y potencialmente reactivar el VIH latente es un tema central de su investigación, que abarca virología básica, inmunología celular e investigación clínica. Su laboratorio de investigación está dirigido junto con el inmunólogo Paul Cameron, con quien ha desarrollado una colaboración y asociación de larga data.

## Carrera
Fue la directora inaugural del Instituto Peter Doherty para Infecciones e Inmunidad. También es profesora de medicina en la Universidad de Melbourne y una becaria practicante del Consejo Nacional de Investigación Médica y de Salud (NHMRC). Como médica de enfermedades infecciosas y científica básica, su laboratorio se centra en la investigación básica, traslacional y clínica destinada a encontrar una vacuna contra el VIH y comprender la interacción entre el virus de la inmunodeficiencia humana y el virus de la hepatitis B. Su laboratorio está financiado por el NHMRC, los Institutos Nacionales de Salud, The Wellcome Trust, la Fundación Estadounidense para la Investigación del SIDA y múltiples asociaciones comerciales. También es investigadora principal de un Centro de Excelencia en Investigación (CRE) del NHMRC, la Asociación Australiana para la Investigación de Preparación para Emergencias de Enfermedades Infecciosas (APPRISE) que tiene como objetivo reunir a los principales expertos de Australia en clínica.

## Investigación
Mientras completaba su formación posdoctoral con David Ho en el Centro de Investigación del SIDA Aaron Diamond, Lewin desarrolló un método de PCR altamente sensible para detectar el ARN del VIH no empalmado, un producto temprano de la transcripción viral, en personas que reciben medicamentos antirretrovirales. Más de 20 años después, este método aún informa los estudios de replicación residual del VIH, latencia del VIH y reactivación viral.
Su laboratorio ha desarrollado modelos de latencia del VIH que se utilizan para desentrañar aún más los mecanismos involucrados y evaluar el impacto de los agentes de reversión de la latencia. Ha demostrado que la activación del receptor CCR7 en las células T CD4+ en reposo puede inducir la latencia, actuando a través de la activación del citoesqueleto celular, particularmente la remodelación de actina. Este modelo de latencia inducida por quimioquinas se ha utilizado en una comparación exhaustiva de modelos in vitro para evaluar agentes de reversión de latencia. También ha descrito el papel de las células dendríticas mieloides y otras células presentadoras de antígenos en el establecimiento de la latencia del VIH.

### Reservorio de VIH
Ha hecho contribuciones al conocimiento del reservorio del VIH durante el tratamiento antirretroviral. Esto incluye estudios de células T CD4 ingenuas, donde los estudios longitudinales y transversales han demostrado que las células T CD4 CD31+ y CD31- ingenuas contribuyen al reservorio de VIH en curso y que el ADN del VIH se encuentra preferentemente en las células T CD4 que expresan el receptores de quimiocinas CXCR3 y CCR6. También ha estudiado la reconstitución inmunitaria después de que comienza el tratamiento antirretroviral, exponiendo algunos de los factores asociados con una reconstitución más rápida y ha demostrado un vínculo entre la reconstitución inmunitaria y las variantes en el gen IL-7R.
Su investigación ha aclarado parte de la inmunología básica de la infección por hepatitis B sola y en la coinfección con el VIH. La investigación en curso proporciona una comprensión más profunda de las consecuencias clínicas de la coinfección por hepatitis B y VIH, tanto en participantes australianos como a través de una colaboración de larga data con investigadores tailandeses.

### Tratamiento
Sus esfuerzos de investigación clínica se han centrado en posibles estrategias de cura del VIH, en particular aquellas que utilizan modificadores epigenéticos, incluidos los inhibidores de la histona desacetilasa (HDACis). Los experimentos in vitro demostraron que los HDAC como entinostat, metacept-1 y -3 podrían activar el VIH latente en las células T primarias. Después de un trabajo con Christine Katlama y Brigitte Autran en el Hospital de la Pitié-Salpêtrière y la Universidad Pierre y Marie Curie (UPMC), París, Lewin comenzó a centrarse más en llevar las posibles estrategias de curación a los ensayos clínicos. El laboratorio de Lewin realizó el primer ensayo HDACi de prueba de concepto de múltiples dosis en participantes VIH positivos, administró vorinostat diariamente durante un período de 14 días y evaluó la seguridad y el impacto en la transcripción y los reservorios del VIH. El ensayo y el estudio de seguimiento demostraron que, si bien el vorinostat era seguro y podía aumentar la transcripción del VIH en la mayoría de los participantes, no redujo el reservorio del VIH. Un estudio de escalada de dosis realizado en Melbourne (Australia) y San Francisco (Estados Unidos) del compuesto antialcohólico disulfiram, mostró la capacidad de aumentar los niveles de ARN del VIH no empalmado asociado a las células. Tanto el vorinostat como el disulfiram ahora se están investigando como parte de un enfoque combinado para la activación de la latencia ('patada' o 'cosquillas') seguido de una segunda intervención para eliminar las células que albergan el virus reactivado ('matar' o 'burlar').

## Sociedad Internacional de SIDA
Ha sido invitada a orar en la sesión plenaria de apertura en la XVIII Conferencia Internacional sobre el SIDA, organizada en Viena en 2010, ante una audiencia de más de 10.000 personas y en 2014 fue copresidenta local de la XX Conferencia Internacional (realizada en Melbourne). Fue elegida miembro del Consejo de Gobierno en representación de la región de Asia-Pacífico y, como miembro de los grupos asesores estratégicos de la OMS y ONUSIDA, la Sociedad Internacional de SIDA le encargó redactar la estrategia científica mundial para lograr una cura del VIH; la publicó en 2016.
Durante la virtual XXIII Conferencia Internacional cuestionó la cura del paciente de São Paulo, quien sería el tercer caso de curación, hasta tanto no pasara más tiempo para la verificación. Finalmente en la XXIV Conferencia, celebrada en Montreal (Canadá), fue elegida presidenta y sucedió a la malaya Adeeba Kamarulzaman.

## Reconocimientos
En 2019 su país la nombró Oficial de la Orden de Australia por: «sus servicios distinguidos a la investigación médica y a la educación en el campo de las enfermedades infecciosas, en particular el VIH/Sida».
- Premio en memoria de Sophie Davis por las calificaciones más altas en los seis años de medicina en la Universidad de Monash (1986)
- La vigésima conferencia anual de investigación sobre el VIH de B. Frank Polk, Universidad Johns Hopkins (2014)
- La Conferencia Distinguida Gertrude Ellon en Virología, Miami (2014)
- Miembro de la Fundación de la Academia Australiana de Salud y Ciencias Médicas (2014)
- Melburniana del año (2014)
- Medalla Peter Wills (2015)
- La revista In Style y el premio Audi Women of Style en ciencia (2016)
- Premio a la Contribución Sobresaliente de NHMRC, (2020)
- Prestigioso Premio Robert Gallo de Global Virus Network (GVN) a la excelencia científica y liderazgo en virología médica (2020)